# Léo Cittadini
Leonardo Cittadini, detto Léo (Rio Claro, 27 febbraio 1994), è un calciatore brasiliano, centrocampista del Bahia.

## Carriera
Si unisce alle giovanili del Guarani nel 2010. Debutta in prima squadra poco tempo dopo, su volontà dell'allenatore Vágner Mancini. Esordisce il 30 marzo 2011 contro l'Horizonte, in un match di Coppa del Brasile.
Il 7 luglio 2012 è acquistato dal Santos ed assegnato subito alla squadra delle riserve.

## Palmarès

### Club

#### Competizioni statali
- Campionato paulista: 2

Santos: 2015, 2016
- Campionato Paranaense: 1

Athl. Paranaense: 2019

#### Competizioni internazionali
- J.League Cup / Copa Sudamericana Championship: 1

Athl. Paranaense: 2019
- Coppa Sudamericana: 1

Athl. Paranaense: 2021

#### Competizioni nazionali
- Coppa del Brasile: 1

Athl. Paranaense: 2019
- Campionato cinese: 1

Shanghai Haigang: 2024
- Coppa di Cina: 1

Shanghai Haigang: 2024